# Nīmbāhera
Nīmbāhera är en ort i Indien.   Den ligger i distriktet Chittaurgarh och delstaten Rajasthan, i den centrala delen av landet, 500 km sydväst om huvudstaden New Delhi. Nīmbāhera ligger 447 meter över havet och antalet invånare är 58 085.
Terrängen runt Nīmbāhera är platt. Runt Nīmbāhera är det ganska tätbefolkat, med 149 invånare per kvadratkilometer. Nīmbāhera är det största samhället i trakten. Trakten runt Nīmbāhera består till största delen av jordbruksmark.